# 층 코호몰로지
수학에서 층 코호몰로지(層 cohomology, 영어: sheaf cohomology)는 아벨 군 값을 가진 층에 정의되는 호몰로지 이론이다. 대역 단면(global section) 함자의 유도 함자이다. 체흐 코호몰로지보다 더 추상적이지만, 대수기하학에서 다루기 더 편하다.

## 정의
{\displaystyle X}가 위상 공간이고, {\displaystyle {\mathcal {F}}}가 {\displaystyle X} 위에 정의된, 아벨 군 값을 가진 층이라고 하자. 그렇다면 다음과 같은 대역 단면(영어: global section) 함자를 생각하자.
{\displaystyle \Gamma _{X}\colon {\mathcal {F}}\mapsto {\mathcal {F}}(X)}
이는 {\displaystyle X} 위의 층들의 범주 {\displaystyle \operatorname {Sh} (X;\operatorname {Ab} )}로부터 아벨 군의 범주 {\displaystyle \operatorname {Ab} }로 가는 함자이며, 이는 왼쪽 완전 함자임을 보일 수 있다. 또한, 범주 {\displaystyle \operatorname {Sh} (X;\operatorname {Ab} )}에서는 단사 대상으로의 분해(injective resolution)가 항상 존재함을 보일 수 있다. 따라서 {\displaystyle \Gamma _{X}}의 오른쪽 유도 함자 {\displaystyle R^{i}\Gamma _{X}}를 정의할 수 있다. 층 코호몰로지{\displaystyle H^{i}(X,{\mathcal {F}})}를 이 유도 함자들로 정의한다. 즉,
{\displaystyle H^{i}(X,{\mathcal {F}})=R^{i}\Gamma _{X}({\mathcal {F}})}
이다. 특히, {\displaystyle X}나 {\displaystyle {\mathcal {F}}}에 스킴이나 준연접층과 같은 구조가 추가로 존재해도 이를 무시하고 계산한다.

## 특이 코호몰로지와의 관계
{\displaystyle X}가 국소 축약 가능 공간이라고 하고, {\displaystyle G}가 임의의 아벨 군이라고 하자. 그렇다면 {\displaystyle X} 위의, {\displaystyle G}값을 가진 상수층(constant sheaf) {\displaystyle {\underline {G}}}의 층 코호몰로지 {\displaystyle H^{i}(X,{\underline {G}})}는 {\displaystyle G} 계수를 가진 특이 코호몰로지 {\displaystyle H^{i}(X,G)}와 동형이다.

## 참고 문헌
- Iversen, Birger (1986). 《Cohomology of sheaves》. Universitext. Springer. doi:10.1007/978-3-642-82783-9. ISBN 978-3-540-16389-3. ISSN 0172-5939. MR 842190.
- Hartshorne, Robin (1977). 《Algebraic Geometry》. Graduate Texts in Mathematics (영어) 52. Springer. doi:10.1007/978-1-4757-3849-0. ISBN 978-0-387-90244-9. ISSN 0072-5285. MR 0463157. Zbl 0367.14001.

## 같이 보기
- 단사층
- 르레 스펙트럼 열